# U.S. Route 53
U.S Route 53 (också kallad U.S. Highway 53 eller med förkortningen  US 53) är en amerikansk landsväg i USA som sträcker sig i nord-sydlig riktning. Vägen är 649 km lång och sträcker sig mellan La Crosse, Wisconsin i söder och International Falls, Minnesota i norr. 